# Кыргыз-кыпчак
Кыргы́з-кыпча́к, также кыпча́к, кыргы́з-кипча́к, кирги́з-кипча́к, кипча́к (самоназвание — кирг. кыргыз кыпчак, قىرعىز قىپچاق; также используется кирг. тогуз уруу кыпчак) «девятиродовые кыпчаки») — крупное кыргызское племя подразделения Ичкилик.

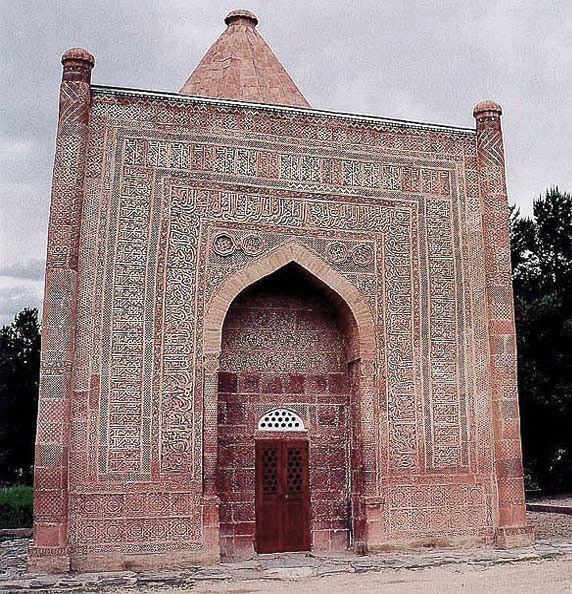
Мавзолей Манаса. Манас — историческая личность, а также главный герой одноимённого эпоса. По происхождению из рода кыпчак

## История племени

### X—XIV века

#### Предыстория
В X—XI веках миграции тюркских племён приводят к крушению Кимакского каганата, и последующему возвышению кыпчаков, сопровождающимся резким увеличением общей их численности. В конце XI века кыпчакские племена закрепляются в предгорьях Тянь-Шаня — в окрестностях Тараза они возводят укрепление Канджак Сангир.

#### Монгольское завоевание Дешт-и-Кыпчака
В XIII веке происходят события, которые определят дальнейшую судьбу евразийских степей на многие века вперёд. Образование государства под предводительством Чингисхана, этнический взлёт и последующая экспансия монгольских племён приводят к значительным изменениям на огромных пространствах. В силу своего географического расположения, кыпчаки, точнее восточная их часть, оказываются под ударами монгольского войска практически на первом этапе существования Монгольской империи.
Судьба разрозненных кыпчакских племён, кочевавших на огромных просторах от Иртыша до Дуная, оказалась незавидной. В большинстве своём кыпчакская знать была вырезана монголами, а сами племена распределены между улусами, которые были созданы на покорённых землях и отданы Чингиз-ханом в управление своим сыновьям. При этом кыпчаки оказались практически во всех улусах империи, в том числе и самых отдаленных от тех земель, где они ранее обитали.

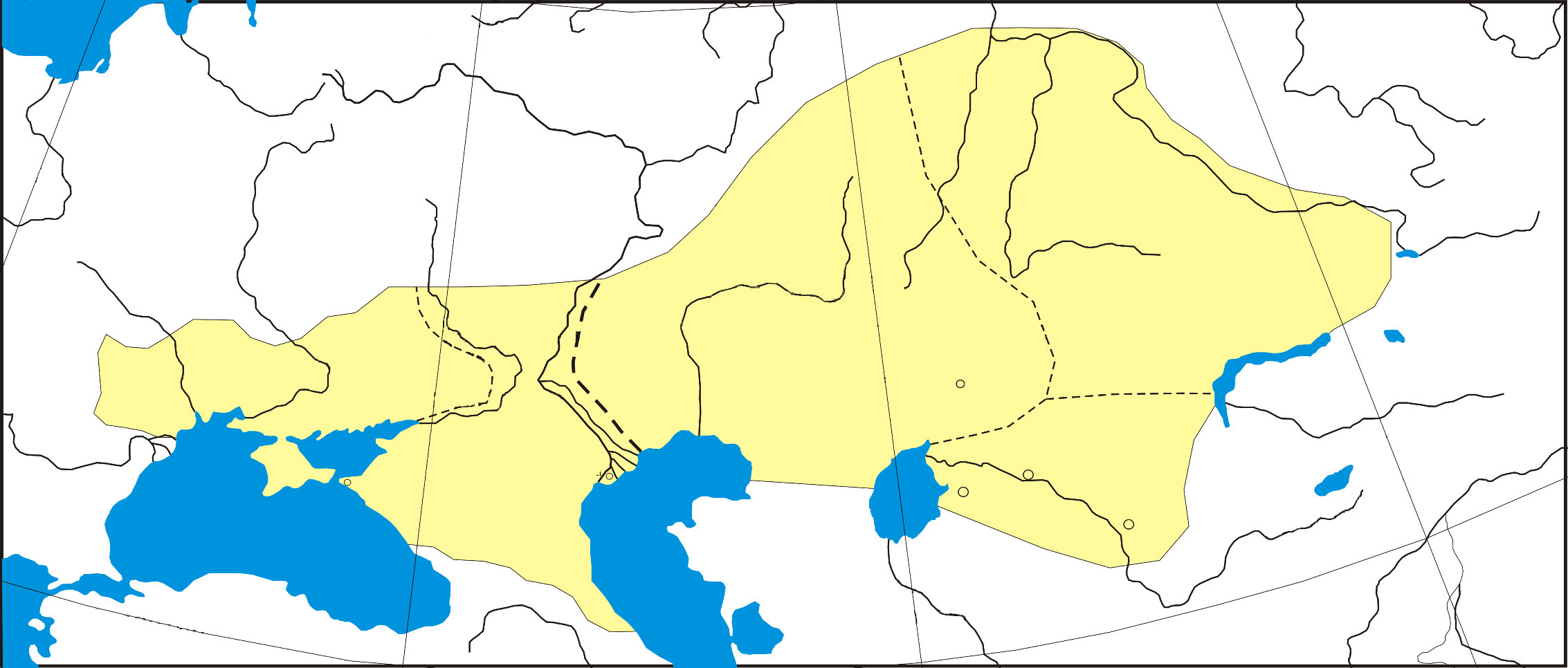
Дешт-и-Кипча́к, или Полове́цкая степь, Кипча́кская степь Евразийские территории кипчаков, конец XI — начало XII века

#### Кыпчакский корпус в армии Юань
Крайне интересными для выявления тесных кыпчакско-кыргызских отношений являются сведения «Юань-ши» о так называемом кыпчакском корпусе Токтака и его сына Чункура. Во второй половине XIII века в Монголии разворачивается война за престол между Ариг-Букой и Хубилаем. В результате развернувшейся борьбы, Ариг-Бука в 1262 году вытесняется с Монголии в земли енисейских кыргызов, а в 1264 году вообще прекращает борьбу и сдаётся на милость брата. С этого момента борьбу против Хубилая начинает внук Угэдэя Кайду, имевший своим улусом небольшое владение. Именно в этой войне Кайду и Хубилая встречаются упоминания о кыргызах.
Летопись «Юань-ши» сообщает о том, что в Каракоруме вместе с семьями была расквартированна армия «чжирхэхусотай [ских] цирцзисы» — то есть кыргызов. В 1289 году эти кыргызы были проинспектированы администрацией Юань и им была оказана помощь. Представляет большой интерес и то, что расквартированная в Каракоруме армия «чжирхэхусотайских» кыргызов входила в состав отдельного кочевнического соединения, состоящего из канглов и кыпчаков, под главенством того же Токтака.
О высоком положении Токтака говорит тот факт, что он в 1285 году был поставлен во главе личной охранной гвардии императора из числа кыпчаков и удостоен чина дучжихуши с правом требования подчинения от чиновников, должностных лиц и военачальников из числа членов императорского дома. По предположению Ю. С. Худякова, Токтак оказался очень полезным Хубилаю, поскольку беспощадно уничтожал его противников среди самих монголов, на что, видимо, не всегда могли решиться чингизиды.
В 1289 году армия «чжирхэхусотайских» кыргызов, канглов и кыпчаков под главенством Токтака выступает в район Алтайских гор, где он захватывает более 3000 семей, принадлежавших Хайду. В 1292 году армия Токтака вторгается в земли союзных Хайду енисейских кыргызов и приводит их к подчинению. В Минусинской котловине оставляются в качестве военных поселенцев 700 семей «чжирхэхусотайских» кыргызов. Из этого факта следует, что «Юань-ши» различает енисейских кыргызов и кыргызов, которые именуются «чжирхэхусотайскими». Впрочем, как считает историк К. И. Петров, смешанные кыргызско-кыпчакские племена участвовали в войне Хайду-хана и Хубилай-кагана с обеих сторон.

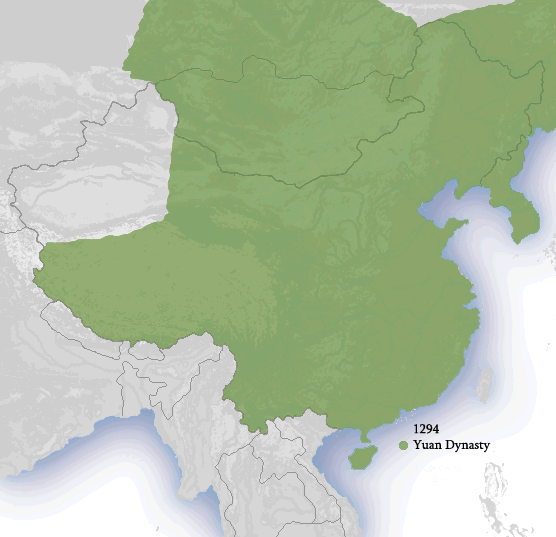
Владения империи Юань в 1294 году

#### Смешение кыпчаков и кыргызов
Таким образом, обнаруживаются определённые связи между приалтайскими кыпчаками и кыргызами, которые проживали в Алтайских горах. О тесных взаимоотношениях приалтайских кыпчаков с алтайскими кыргызами говорит тот факт, что алтайские кыргызы были включены, наряду с родственными канглами, именно в состав отдельного кыпчакского корпуса.

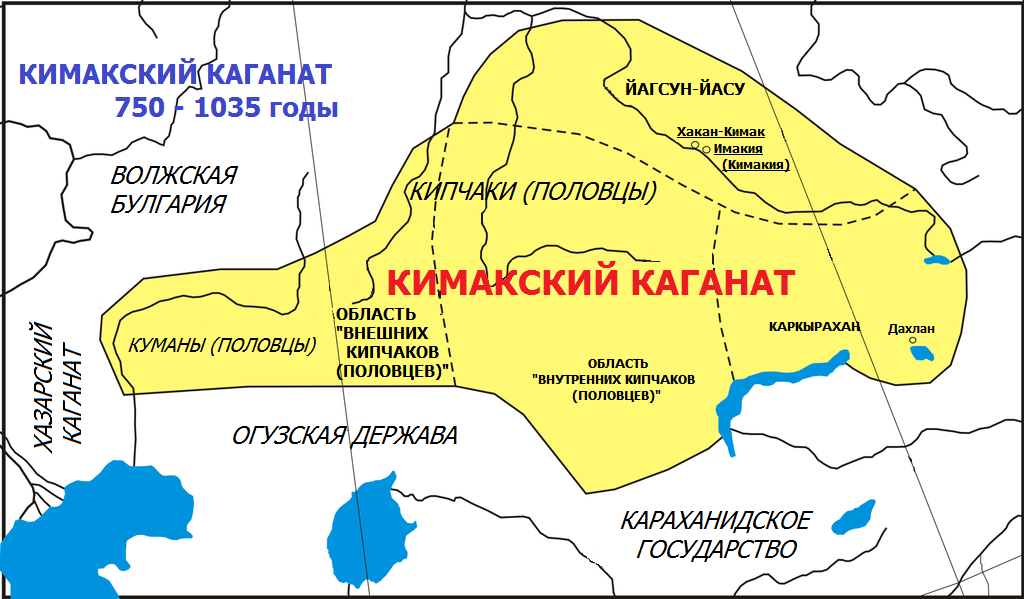
Каркырахан между Балхашем и Иртышом

В IX веке часть енисейских кыргызов переселилась на Алтай. С IX по XIII век шло смешение на Алтае и Прииртышье (в области Каркырахан) енисейских кыргызов и кыпчаков. На базе этого смешения появились алтайские кыргызы, которые около 1326—1329 годов пережили разделение. Часть осталась на Алтае, а часть оказалась на территории Семиречья и современного Кыргызстана, где началось их смешение с могулами.

### XIV—XVI века

#### Могулистанский период
К 1380-м годам в Могулистане образовалось несколько независимых улусов тюрко-монгольских племён, например: булгачи, баарын, аркенут, меркит и другие во главе со своими вождями. В то время на политическую арену выходит Анга-торе, племянник эмира Хаджи-бека. Около 1387 года он с двадцатью тысячами всадников вторгся через Сайрам и Ташкент в Фергану. Умар-шейх отступил и укрылся в крепости Узген. Анга-торе долго осаждал его, но с прибытием отрядов из Самарканда вернулся к себе с пленными и награбленными богатствами.
Благодаря помощи Тохтамыш-хана, улус Анга Торе усилился. Благородное происхождение Анга-торе давало ему возможность собрать вокруг себя множество племён Семиречья и Алтая. Анга-торе имел популярность среди алтайских и тяньшаньских кыргызов, канглов, кераитов, кыргыз-кыпчаков, онгутов, чериков монолдоров и других. Анга-торе образовал свой улус на западе от средневековой области Каркырахан между реками Или и Чёрным Иртышом и Караталом. Союзный ему улус Салучи-Булгачи (ичкиликский улус) располагался между Или-Иртышом, охватывая районы Алтай-Нуур и Тянь-Шаня. Анга-торе консолидировал вокруг себя чериков, кыргыз-кыпчаков, кыргызов, канглов, кераитов и другие племена Алтай-Тяньшаньского региона.

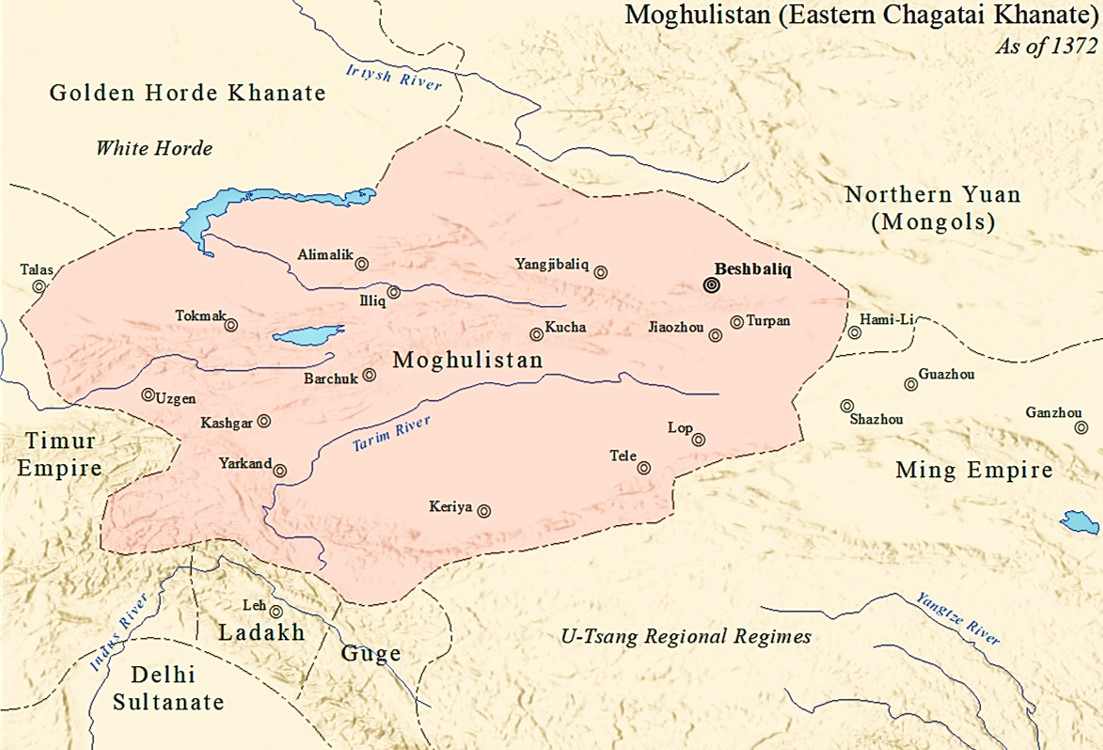
Могулистан в 1372 году

Сайф ад-Дин Аксикенди в «Маджму ат-Таварих» описал улус Анга Торе в качестве одного из основных владений Могулистана. В научной литературе нет единого мнения по поводу этнической принадлежности улуса Анга Торе. К. И. Петров считал улус Анга Торе кыргызским, при этом отмечая важную роль кыпчаков в его формировании.
К. И. Петров одним из первых назвал улус Анга Торе кыргызским. По его мнению, черики были кыргызским объединением. Он писал: «Большая часть кыпчакско-кыргызской группы была насильно переселена на Тянь-Шань и входила в улус Анга Торе Бай Мурат Черика, который был главой племени чериков, возглавлял кыргызско-кыпчакское объединение». По мнению Т. Д. Джуманалиева, булгачи-ичкилики представляли кыргызский улус, тогда как владение Анга-торе Бай Мурат Черика было кыпчакско-кыргызским.

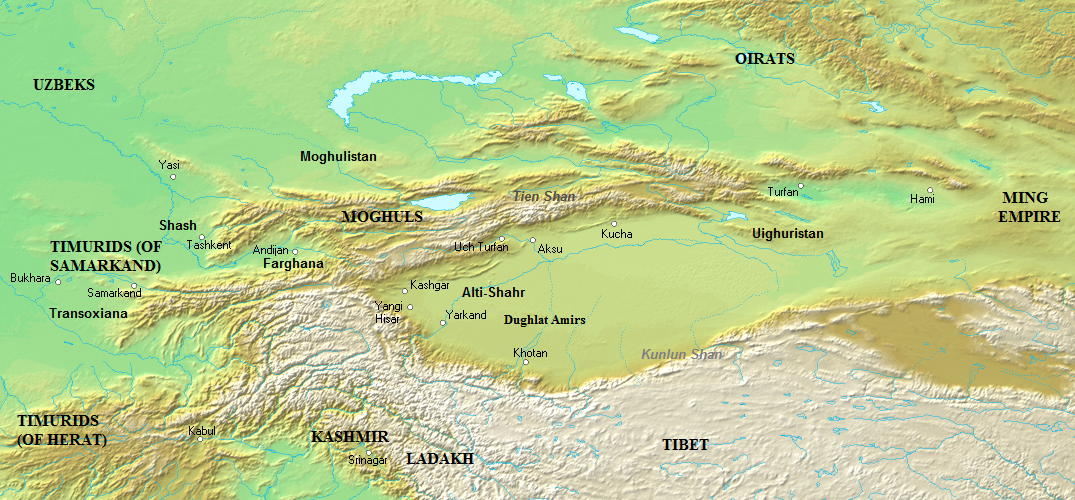
Моголистан в 1450 году

В 1388—1389 годах Тамерлан хотел выступить против Тохтамыша, но эмиры и военачальники советовали ему: «Правильнее [было бы], если бы мы сначала пошли на Инга-тюрю и устранили бы его зло, а затем направились бы в сторону узбеков». Он согласился с ними и, разделив своё войско на тридцать отрядов, направился на восток. Этот поход Тимура был самым разрушительным, его воины проникли в глубь Могулистана вплоть до Чёрного Иртыша, вслед за бежавшими кочевниками.

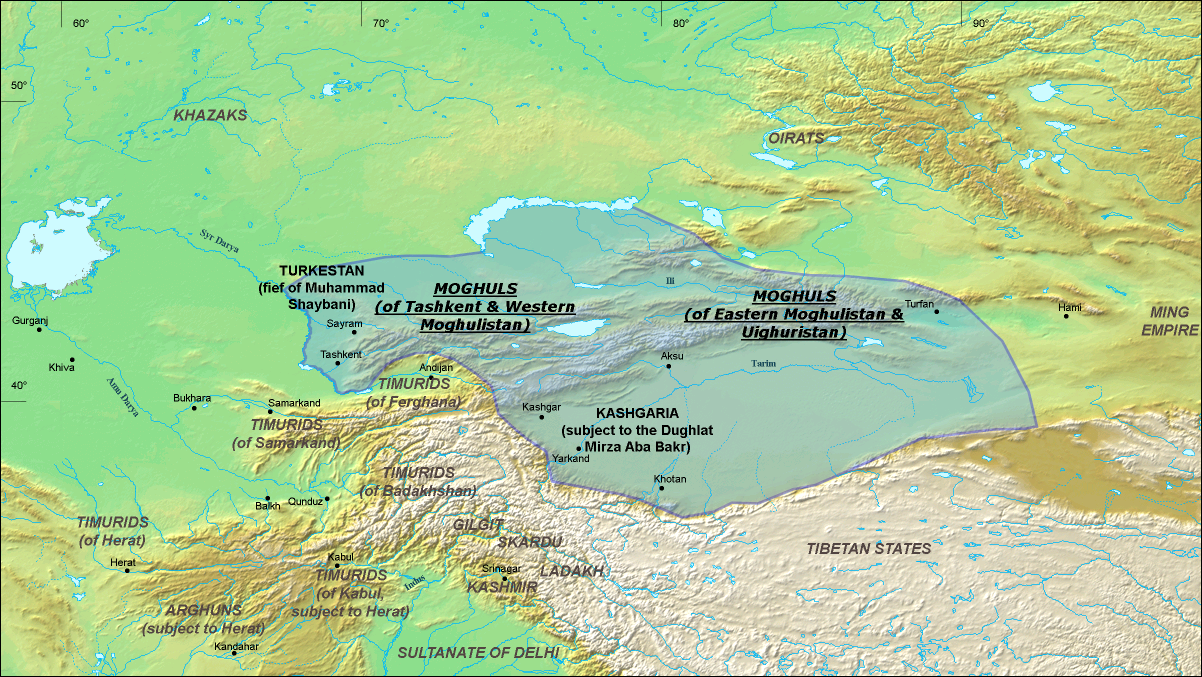
Моголистан в 1490 году

В эпоху правления Увайс-хана (1418—1428 годы) кыргызы были признаны как одна из могущественных политических сил в Могулистана. Правители отдельных кыргызских кланов вошли в близкое окружение хана. Например, кыргыз-кыпчаков, кушчу и др. Брачующими домами были признаны моголы и кыргыз-кыпчаки. Вайс-хан имел двух сыновей, от моголки — Эсен-Бука-хан, а от кыпчачки — Юнус-хана. Д. Сапаралиев пишет, что Увайс-хан был женат на дочери или внучке Сары Буги, правителя области Кыпчак.
Признание Вайс-ханом кыргызов как одной из основных политических сил, была вынужденой мерой, поскольку в то время стране угрожала внешняя опасность со стороны Ойратского ханства. Однако это осложнило ситуацию в стране, когда коснулся вопрос престолонаследия после смерти Вайс-хана. Могульские эмиры желали видеть на троне Эсен-Бука-хана, сына Увайс-хана от моголки, а тюркские кочевники Юнус-хана, от кыпчачки. В период политических интриг Юнус-хана поддерживали тюркские роды — кыргызские племена — булгачи, кыргыз-кыпчаки, баарыны, саргычи, кушчи и другие.
Однако, Эсен-Бука-хан в целях усиления своего влияния на тюркские племена разрешил переселиться казахским князьям — Жанибек-султану и Керей-султану — в долину реки Талас в Могулистан, которые были вынуждены возвратиться в свои прежние места обитания после смерти хана. В межклановой борьбе выиграла могульская партия. Племена проигравшей стороны вынуждены были покинуть страну, боясь возмездия новоиспеченного хана. Каждое племя спасалось самостоятельно, по сообщению Мухаммад Хайдара Дуглати, племена чоросов и баарынов ушли к калмакам, а калучи и булгачи — к Абулхайр-хану. Согласно сведениям китайского источника «Си-юй-чжи», в это время кыргызы ушли на север, примерно в районы южных предгорий монгольского Алтая.

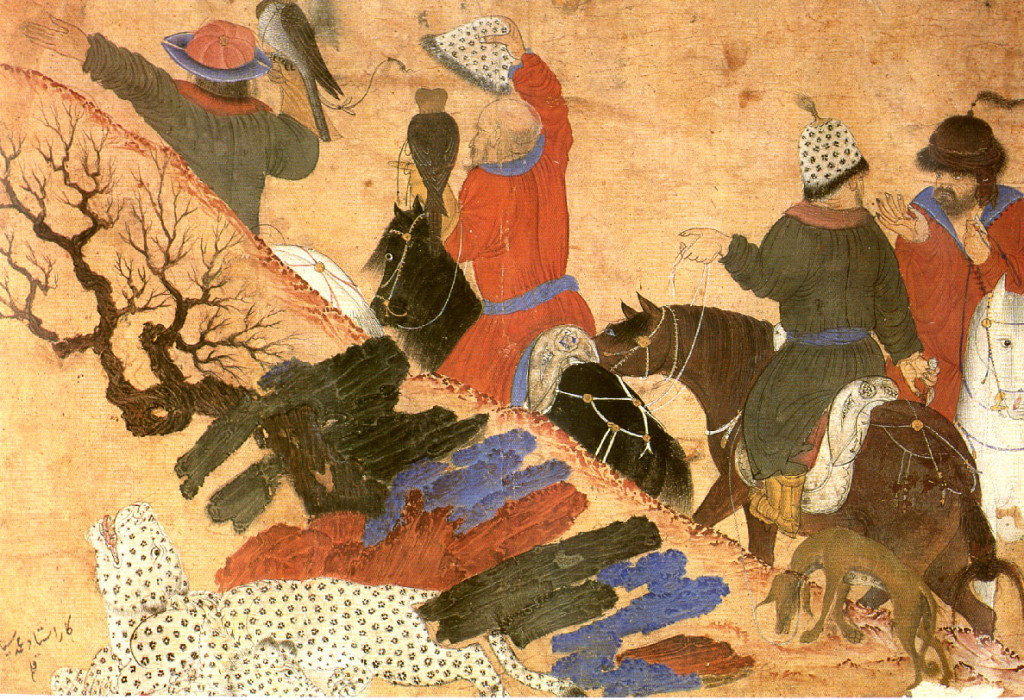
Могульские воины Султан-Ахмад-хана I на соколиной охоте. Миниатюра из «Шейбани-наме» Мухаммед Салиха (XVI век)

В 1456 году тимурид Абу-Саид отправил к Юнус-хану во главе войска воевать с Эсен-Бука-ханом. Юнус-хану удалось овладеть Западным Могулистаном. После смерти Эсен-Бука-хана, в 1462 году на трон был возведён Юнус-хан. Поддержка тимуридов помогала Юнус-хану вовлечь на свою сторону большинство моголов и тюркских племён Тянь-Шаня и Алтая. Это также способствовало возвращению беглых племён кыргызов, кыргыз-кыпчаков, баарынов, булгачи и других с севера на Тянь-Шань. Кыргызы оставались верными союзниками Юнус-хана и продолжали поддерживать его в борьбе за власть против Эсен-Бука-хана.
Таким образом, с помощью тимуридов и тюркских племён: кыргызов, кыргыз-кыпчаков, баарынов и других — Юнус-хан возвратился в Могулистан. Кыргызы в целях дальнейшего укрепления своих позиций в регионе в войне между Могулистаном и ойратами решили воевать на стороне первых. Кыргызы стремились защитить свои земли в Восточном Туркестане и не пустить ойратов в Тянь-Шань.
В 1484 году кыргызы, поддержав Султан-Ахмада, провозгласили его своим ханом, по традиции подняв на белом войлоке. Ему удалось в двух основных сражениях дать достойный отпор врагу и остановить продвижение ойратов в западном направлении. Ойраты вынуждены были отступить в степь. Впоследствии Султан Ахмад-хана за свою особую жестокость против ойратов был прозван ойратами «Алача» (букв. кровопийца).

### XVI век
К XVI веку — времени написания «Маджму ат-Таварих» — кыргыз-кыпчаки уже являются составной частью кыргызского эля. Каркаринские кыпчаки названы народом Манаса. При всём этом, наличие «девятиродовых» кыргызских и «девятиродовых» южноалтайских кыпчаков указывает на некоторую древнюю традицию, по всей видимости, существовавшую во времена вхождения кыргызов и южных алтайцев в единую общность.

### XVII век

#### Кыргыз-кыпчаки в политической жизни Яркендского ханства
Если Абд ар-Рашид-хан (1533—1559) и его сын и приемник Абд ал-Карим-хан (1559—1591), проводивший политику своего отца в отношении кыргызов, сумели, нанеся им ряд поражений, оттеснить их в центральный Моголистан и на некоторое время обезопасить границы Яркендского ханства, то при их преемниках положение изменилось, и кыргызы не только к началу XVII века обосновались на северных и северо-западных границах Восточного Туркестана, но сделались предметом особых тревог наместников Кашгара, Учтурфана и Аксу.
Отсутствие в распоряжении центральной власти значительных военных сил, способных противостоять кыргызскому давлению, а также весьма ощутимо возросшая концентрация кыргызских родов и племён позволило последним совершать рейды-набеги уже вглубь Яркендского ханства. Так, Шах-Махмуд Чурас сообщает об удачном для кыргызов походе, во время которого они дошли до деревни Шахназ, расположенной к западу от Кашгара. На обратном пути они разгромили посланные за ними в погоню войска Абд ал-Латиф-хана во главе с хакимом Яркенда и аталыком хана Гази-беком барласом.
В 1630-х годах кыргызы, преодолев попытки правителей Яркендского ханства остановить их продвижение вглубь их страны, осели в районах вокруг Кашгара и к югу от него, до Янгигисара. В результате они стали реальной и действенной силой, фактором, который начал постепенно оказывать всё возрастающее влияние на внутреннюю жизнь государства и с которым вынуждены были считаться как правившие ханы, так и их противники, а кыргызские племенные ополчения появились в составе ханских войск. Несомненным отражением той роли, которую во все возрастающем объёме начали играть кыргызы в жизни страны, явилось увеличение их веса и влияния при ханском дворе во второй половине XVII века. К концу правления Абдаллах-хана многие провинциальные и столичные должности принадлежали кыргызам, а их отряды составляли основную военную силу хана.

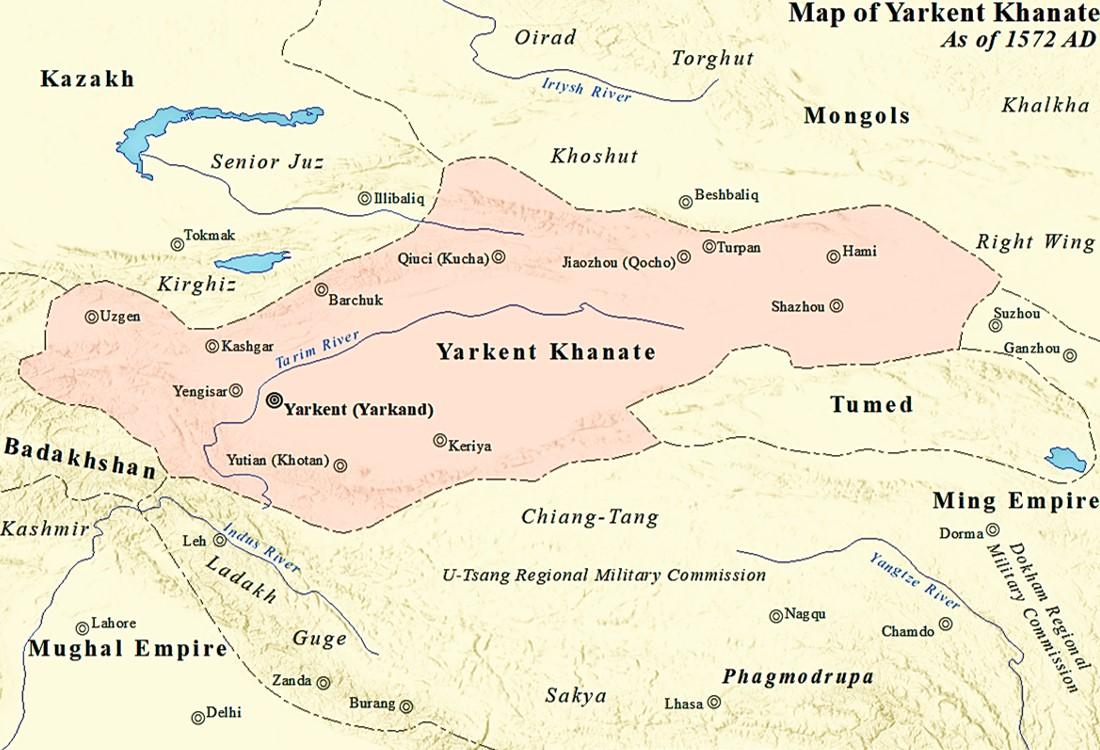
Карта Яркендского ханства

Значительное влияние приобрели кыргызы в Кашгаре, где в самом городе и в его округе обосновались такие племена, как: кыпчак, кушчи, чонбагыш. Шах-Махмуд Чурас отмечает, что в период правления в Кашгаре сына Абдаллах-хана, Нур ад-Дина (1660-е годы), кыргызские бии держали власть в Кашгаре и Аксу в своих руках. По их рекомендациям Нур ад-Дин-хан отдавал приказания об истреблении различных лиц, в результате они перебили около двух тысяч влиятельных и богатых людей. Отрывок из «Хроники» Махмуд Чураса:
Кроме того, киргизы в Кашгаре и Аксу о всяком человеке, с которым у них случалась ссора, будь то из-за лепёшки или чего-либо другого, говорили хану: «Такого-то следует убить». И хан отвечал: «Убей, а его имущество я отдам тебе». Посему в государстве редки стали люди зажиточные, большую часть из них поубивали. Словом, насилие, произвол и резня поставили народ в столь тяжкие условия, что [их] просто невозможно описать.
Во времена правления Исмаил-хана (1670—1678 годы) кыргыз-кыпчакские бии, совместно с кашгарцами, поднимают мятеж убивают начальника стражи Кашгара кыргыза из рода чонбагыш Кара-Кучук-бия. Исмаил-хан идёт в поход на Кашгар для наказания убийц Кара-Кучук-Бия. В числе кыргыз-кыпчакских биев, отданных на растерзание жаждущим мести чонбагышам, упоминаются: Апак-бий, Чигиль-бий, Худаназар-бий, Йол-Болду-йасаул и Джагыр-бий.
В конце XVII века (1690-е годы) кыргызы захватили власть в Кашгаре. Из их среды выдвинулись Жаруб-бек, исполнявший должность карахана (полицейский надзиратель), Кара-Занги-бек, бывший правителем Кашгара и Арзу-Мухаммед-бек, служивший в качестве ишик-ага и карахана. «Все государственные дела были в их руках. Совершая кражи или по ночам нападая на жителей Яркенда, захватывали их в плен, они причинили большой ущерб». — сообщает Мухаммад Садык Кашгари в «Тазкира-и-Ходжаган».
В 1694—1696 годах, будучи всесильным аталыком, Арзу-Мухаммед-бек по своему усмотрению возвёл на престол яркендского хана Султан-Ахмеда. В Кашгаре Арзу-Мухаммед-бек сговорился с кыргызами и недовольными беками и, схватив сына Акбаш-хана, перебил ставленников последнего. Акбаш-хан под давлением турфанских беков и хакима Яркенда двинулся с войском на Кашгар. Но кыргызы его опередили, выступив из Яркенда. Отрывок из «Тарих-и Кашгар»:
Султан-Ахмад-Султан был ханом в Кашгаре, Арзу-Мухаммад-бек был аталыком. Киргизы, схватив Султана в Кашгаре, убили много жителей Турфана. Турфанские беки решили идти в поход на Кашгар. Они выступили, взяв с собою хана. Чонг-багыши явились (к хану), встретили с его стороны хороший прием, облачились в почётные одежды, [но, несмотря на все это], снова подняли мятеж и перешли к кыпчакам.
В сражении под Янгигисаром они разбили ханское войско, а самого Акбаш-хана пленили и казнили (последний потомок Султан Саид-хана на престоле). После взятия Яркенда кыргызы провозгласили в нём ханом кашгарского Султан-Ахмада. Отрывок из «Тарих-и Кашгар»:
Киргизы [и] кашгарцы вошли в город Яркенд и взяли [его], ограбив и благородных и простых. Арзу-Мухаммад-бек провозгласил ханом Султан-Ахмад-Султана, а сам стал правителем [Яркенда].
Однако хаким Яркенда заручился поддержкой джунгаров и с их помощью сумел освободить Яркенд и восстановить статус-кво. Отрывок из «Тарих-и Кашгар»:
Яркендские беки, предводительствуемые Мирзой Алам-Шахом, послали на своих лошадях людей [с письмом] к хун-тайчжи. Когда их письмо дошло, то калмакское войско во главе с хун-тайчжи Чукула-кашка, войско Аксу во главе с Ак-беком [и] войско Кучи во главе с Аваз-беком подступили [к Яркенду]. Киргизы ушли прочь [из города]… [Ак-бек] выступил в поход на Кашгар против киргизов. Из похода Ак-бек не пошел на Яркенд, а вернулся в Аксу. Во главе с Чукула-кашка двинулось калмакское войско. Часть людей выступила вместе с калмаками.
Под командованием Арзу-Мухаммад-бека были такие кыргызские племена как: тоолосы, кесеки, чонгбагыши, все кыпчаки, кушчу, найманы, а также всё население Кашгара и Янгигисара. Они 7 раз подступали к Яркенду, но город захватить не смогли. Отрывок из «Тарих-и Кашгар»:
Арзу-Мухаммад-бек отправился в Кашгар. Снова великие и могущественные из киргизов оказались в Яркенде, например: Йол-Болды-бек, Куш-Кулак-бек, Ходжам Йар-бек, Сарыг-бек, Карынай-бек, Джаруб-бек, Мухаммад-бакаул-бай, Кучук-йасаул… Обстоятельства были таковы, что киргизы очень возгордились. Они подстрекали некоторых смутьянов; Эти изменники захватили в плен святейшего ходжу-падишаха, чтобы завладеть страной.
Кыргызы объявили ханом некоего Ишима. Они семь раз нападали на Яркенд, но Алем-шах успешно отразил их. Этим кончается «Тарих-и Кашгар». Труд «Аннис ат-Табалин» Шах-Махмуд Чураса составлен вскоре после смерти Акбаш-хана (1696 год) и посвящён ходже Даньялу, который прибыл из Андижана по приглашению хакима Яркенда Алем-шаха. С этого времени Яркендское ханство прекратило своё существование и светская власть перешла в руки Даньял-ходжи, представителя черногорской группы кашгарских ходжей.

### XVIII век

#### Роль кыргыз-кыпчаков в Кашгарии. Антиджунгарская борьба
В 1754 году во времена подчинения Восточного Туркестана джунгарским хунтайджи, группировка черногорцев во главе с Юсуф-ходжой поднимает восстание с целью восстановления независимости и выступает против хакимбеков — правителей городов Кашгарии во главе с Гази-беком, ставленников джунгарского правителя. Юсуф-ходжа укрепил город и подготовился к борьбе с джунгарами. Вскоре он официально объявил города Кашгарии независимыми от джунгаров. Он тайно отправил письмо кыргыз-кыпчакам, живущим возле реки Или. Содержание письма следующее:
О храбрые кыпчаки! Знайте, что с давних времён ваши предки были предводителями мусульманских войск и никогда не подчинялись неверным, в особенности, они верили и были преданы нашим предкам. Ведь самое высокое служение богу — это война против неверных (газат) и тот, кто умирает от руки неверного, — мученик, убитый за веру. Тот, кто убивает неверного, становится борцом за веру. Такого рода муки достойны похвалы и чести в обоих мирах. Если борцу за веру путём грабежа достанется добро, то оно дозволенное, чем родительское наследство. Разве не бесчестье для мужчин и храбрых мужей проводить свою славную жизнь под гнётом презренных неверных. Есть надежда на великого хазрата господа, славного и всевышнего, что [теперь], когда моя жизнь приближается к концу, я искуплю свою вину и безотказно буду поражать [неверных] мечом ислама. Я отомщу (этим неверным) за моё [вынужденное] повиновение [им] в течение нескольких лет. Если милость божья поможет вам, приезжайте в такое-то время, в такой-то час и окажите помощь исламу.
Они охотно согласившись с предложением Юсуф-ходжи, в течение короткого времени прибыли в Кашгарию. Кыргызы шли двумя группами. Одна группа во главе с Амр-мырзой, кыргызом племени кыпчак, пришла через Кучу в Хотан. Джахан-ходжа (духовный глава в Яркенде) назначил Амр-мырзу своим визирем и заместителем. Другая группа кыргызов, племени сарык-калфак (или сары-калпак) в установленный срок прибыла в Кашгар. Эти кыргызы отстранили от должности хадимов Юсуф-ходжи и вместо их назначили своих людей. Кыргызы из Андижана также ответили согласием на предложение, но пришли они в Кашгар намного позже, чем кыргызы из Или.
Черногорские ходжи опирались на военные силы кыргызов из родоплеменных групп: кыпчак, тогуз-кыпчак, сары-калпак, кушчу, найман, чонбагыш. После падения Джунгарского ханства в следующем 1755 году, черногорцы получили поддержку от кыргызов, в том числе и кыргыз-кыпчаков во главе с Амр-мырзой. Есть известия о том, что ему подчинялись предводитель рода тогуз-кыпчак Суфий-мырза и глава рода таз-кыпчак Хаким-мырза.

#### Участие в борьбе черногорских и белогорских ходжей
В 1755 году на зов Юсуф-ходжи прибыли кыргызы Кубат-бия, однако Юсуф-ходжа к этому времени скончался. В 1754 году покойный Юсуф-ходжа писал письмо Кубат-бию. Отрывок из «Тазкира-и Ходжаган» Мухаммад Садыка Кашгари:
Предводителя киргизов племени кушчи Ковад-мирзу из-за его исключительной храбрости называли Бахадур-бием. [Ходжа-Юсуф] написал ему письмо следующего содержания: "О, Ковад-мирза! Ваши предки были верными муридами наших предков. Ваш предок Галиджа-бий был предводителем мусульманских войск, светоча собрания на пути руководства истинной верой, зодиака духовного сана [моего] великого родственника хазрата-ходжа-Хасана, милость и благословие Аллаха над ним! Он [Галиджа-бий] несколько раз преграждал путь боевым мечом этим проклятым неверным и истреблял их. Ведь [бог] создал людей для борьбы за веру. Если вы желаете, окажите честь вашим пребытием [к нам] вместе с вашим племенем. Вы прославитесь в этом и в том мире за участие в войне с неверными. Воздаяние за участие в войне с неверными не имеет предела.
Кубат-бий был с почётом и подарками встречен подданными Абдуллаха, сына умершего к этому времени Юсуф-ходжи. Кубат-бий первоначально не хотел вмешиваться в дела враждующих сторон (черногорцев и белогорцев). Однако он всё таки оказал Бурхан ад-Дину действенную помощь. За это Кубат-бий был назначен белогорцами хакимбеком города Кашгар. Затем, возглавив многочисленное войско, в составе которого были кыргызы из племени кушчу, тогуз-кыпчак во главе с Суфий-мырзой и Хаким-мырзой, а также племён мунку, чонбагыш, Кубат-бий двинулся на Яркенд и подчинил его белогорцам.
В январе—феврале 1756 года в Восточный Туркестан прибыл Хан-ходжа, родной брат Бурхан ад-Дина. Хан-ходжа стремившийся установить безраздельное господство в стране белогорцев, постепенно меры по устранению от власти кыргызов. Об этом можно судить по сведения источника «Пиндин чжуньгээр», где приводятся показания пленных уйгуров (1758 год). Они утверждали:
В прошлом году [1757 год] весной бурутский бек Хува, который был в Кашгаре главой и имел управление тысячу семей вследствие того, что Хоцзичжан [Хан-ходжа] грабил бурутов племён чонбагыш и кипчак, выразил сомнение и во главе своих своих подданных ушёл обратно к бурутам. Борониду [Бурхан ад-Дин] опасался начать войну и не пошёл вдогонку.

#### Антицинская борьба
Летом 1757 года народы Восточного Туркестана открыто выступили против захватнических устремлений Цинской империи. Активно участие в этом движении приняли и местные кыргызы. Кыргызы вместе с уйгурами уничтожили 1,500 воинов имперских цинских войск. Стараясь нейтрализовать кыргызов, цинские эмирасы предлагали кыргызам мир и обращались к ним как к независимому владению.
В конце 1759 года кыргызы из племени кыпчак, населявшие территорию между Кашгаром и Бадахшаном, во главе с Абугасы и Элдаш боролись против цинских войск до конца покорения Восточного Туркестана. Не пожелавшие попасть под чужеземное иго кашгарские кыргызы откочевали за рубеж к своим независимым соплеменникам.
Однако цинским генералам удалось воспользоваться услугой Хаким-мырзы из рода тогуз-кыпчак в качестве проводника. Единичность такого случая подтверждается тем, что на первых порах после завоевания Восточного Туркестана в пограничных с кыргызами городах Ташмелек и Алагу не нашлось верного человека, кроме Хакима, которому цинские чиновники предлагали должности хакимбека двух городов. Так, цинский император, стремился использовать кыргызских феодалов против уйгуров.
Конкретным проявлением этой политики стало использование кыргызских феодалов «Ациму из кипчак бурутов, и Авалэ бий из чонбагыш бурутов» при подавлении первого крупного антицинского восстания в 1765 году в Учтурфане. Цинский ставленник Хаким-мырза, естественно не пользовался поддержкой местных кыргызов. В итоге Хаким и его брат стали жертвой цинской политики противопоставления народов. В 1784 году они были арестованы, а затем убиты по доносу уйгурского хакимбека города Куча.

### XIX век

#### Кыргыз-кыпчаки в политической жизни Кокандского ханства
Во многих исследованиях учёные путают ферганских кыпчаков с кыргыз-кыпчаками. Кыпчаки Ферганы имели следующие роды: жетикашка, кулан, улмас, йашик, элатан и др. Известный кокандский мингбаши Мусулманкул происходил из рода кулан-кыпчаков. А кыргыз-кыпчаки имели следующие роды: жаманак, омонок, таз, шардэн, кармыш, тору айгыр, ахтачы, кожом-шукур, жарты баш, сакоо-кыпчак, алтыке, кызыл аяк, кыдырша, кытай-кыпчак, сарт-кыпчак и др. Из рода таз-кыпчак происходил Алымкул Асан бий уулу.

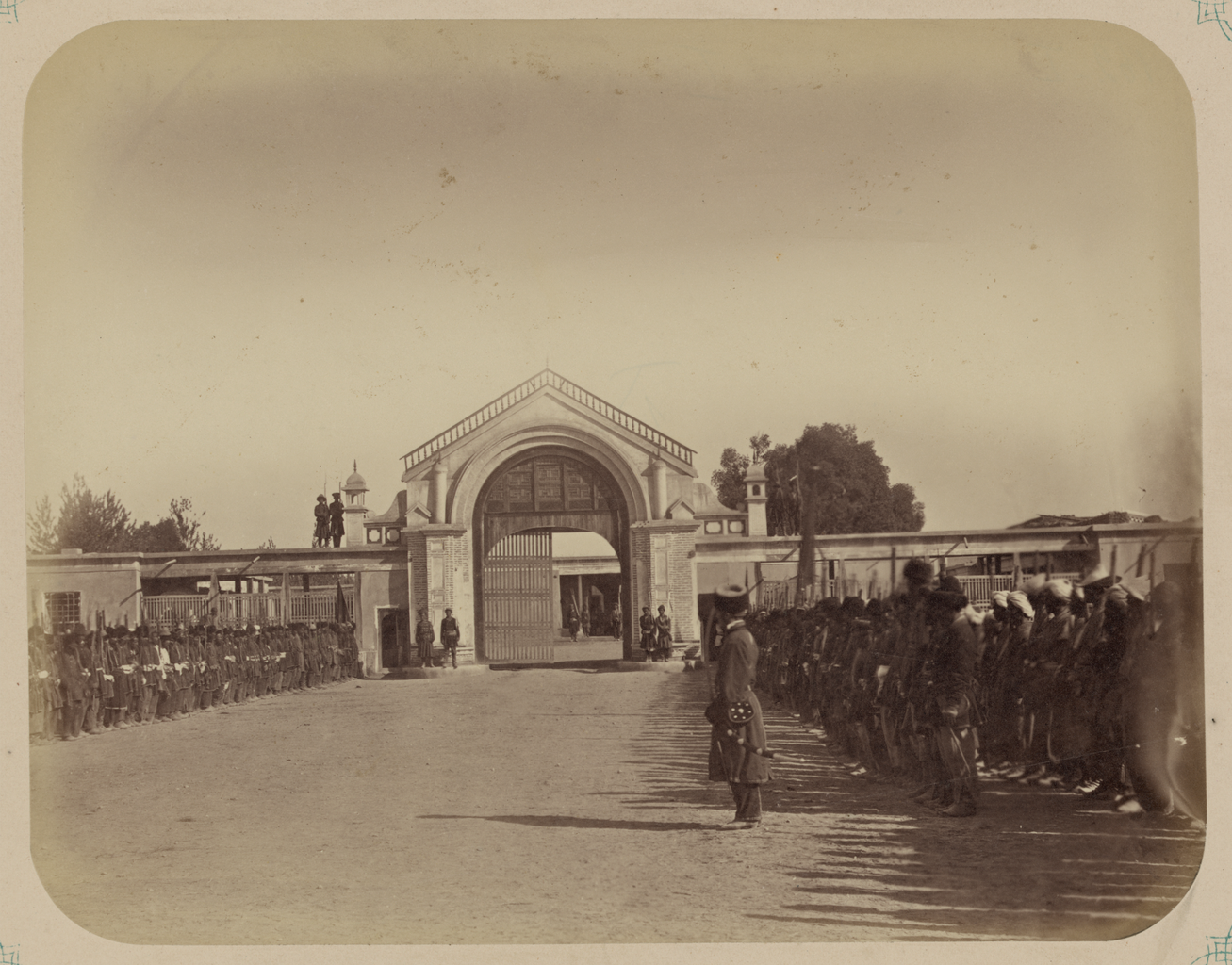
Дворец в Андижане

В конце 1858 года Малла-бек, воспользовавшись осадой бухарским эмиром Худжанда, прибыл к кыргызам и поднял мятеж. Объединив ферганских кочевников, он одержал победу в битве при Саманчи над ставшим непопулярным Худояр-ханом и занял кокандский трон. В период правления Малла-хана кочевники вернули утраченные позиции в ханстве. Главную роль в их «конфедерации» играли кыргызы, из среды которых выдвинулся молодой военачальник Алымкул, который по происхождению — кыргыз из рода таз-кыпчак.

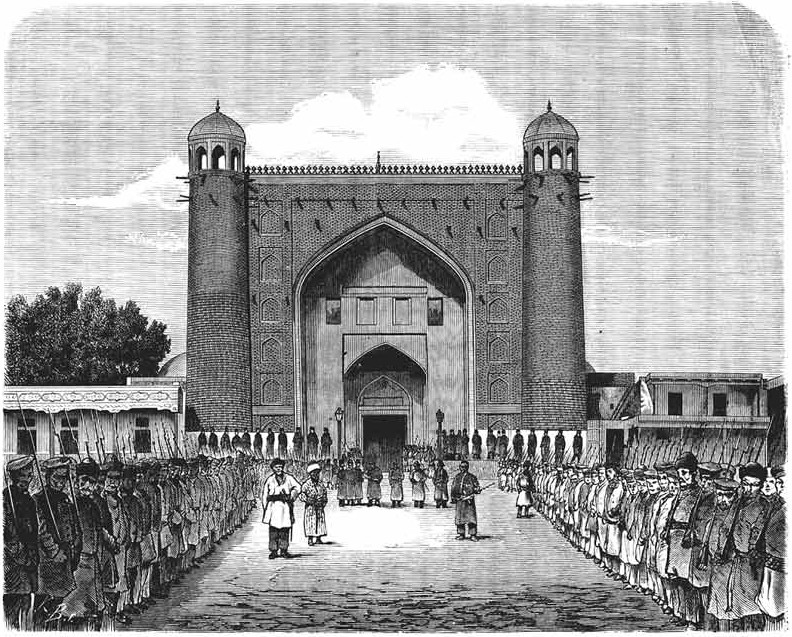
Дворец Худояр-хана в Коканде

В июле 1863 года кыргыз-кыпчаки во главе с Алымкулом в ходе гражданской войны захватили власть в Кокандском ханстве. Номинальным правителем был провозглашён Султан Сеид-хан. Фактически делами вершил Алимкул. Верховным правителем Кокандского ханства считался хан. В период регентства Алымкула, ханская власть была сведена на нет.
Алымкул принял энергичные меры для укрепления военной мощи ханства. По его приказу правитель Ташкента Нур-Мухаммед посетил Сузак, Чолак-Курган и Авлие-Ата, чтобы оценить вред, нанесённый их укреплениям русскими и собрать дань с местных казахских родов.

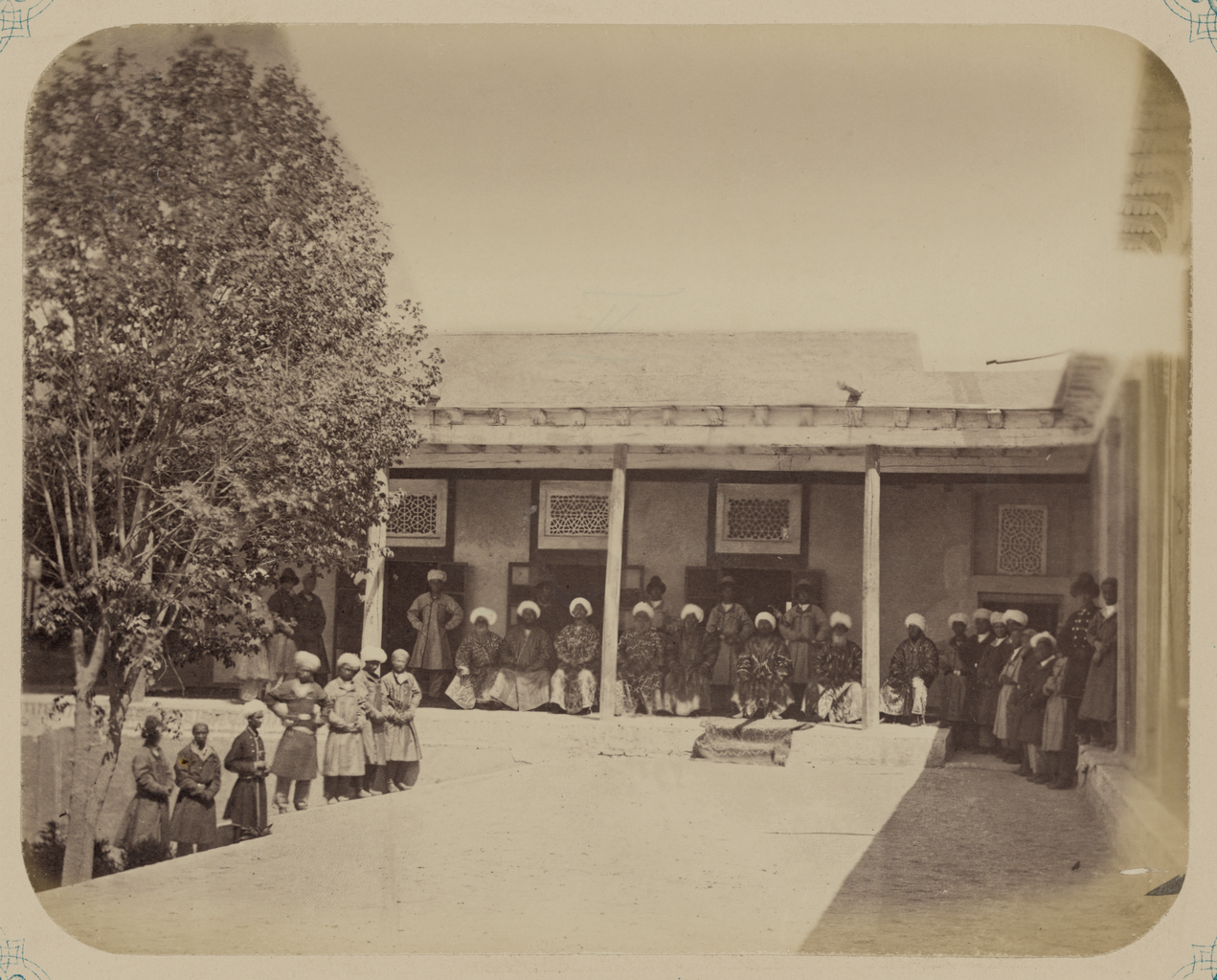
Ханский двор в Асака

В сложившихся условиях русско-кокандской войны, Алымкул, очевидно, начал осознавать всю серьёзность положения, в котором оказалось ханство перед лицом российской экспансии. Алымкул отправил посольства в Хивинское ханство, и Османскую империю, однако никакой конкретной помощи посольства не добились и вернулись ни с чем. Летом 1864 года в Кашгарии началось крупное антицинское восстание. Алымкул принял решение поддержать восстание мусульманских народов.

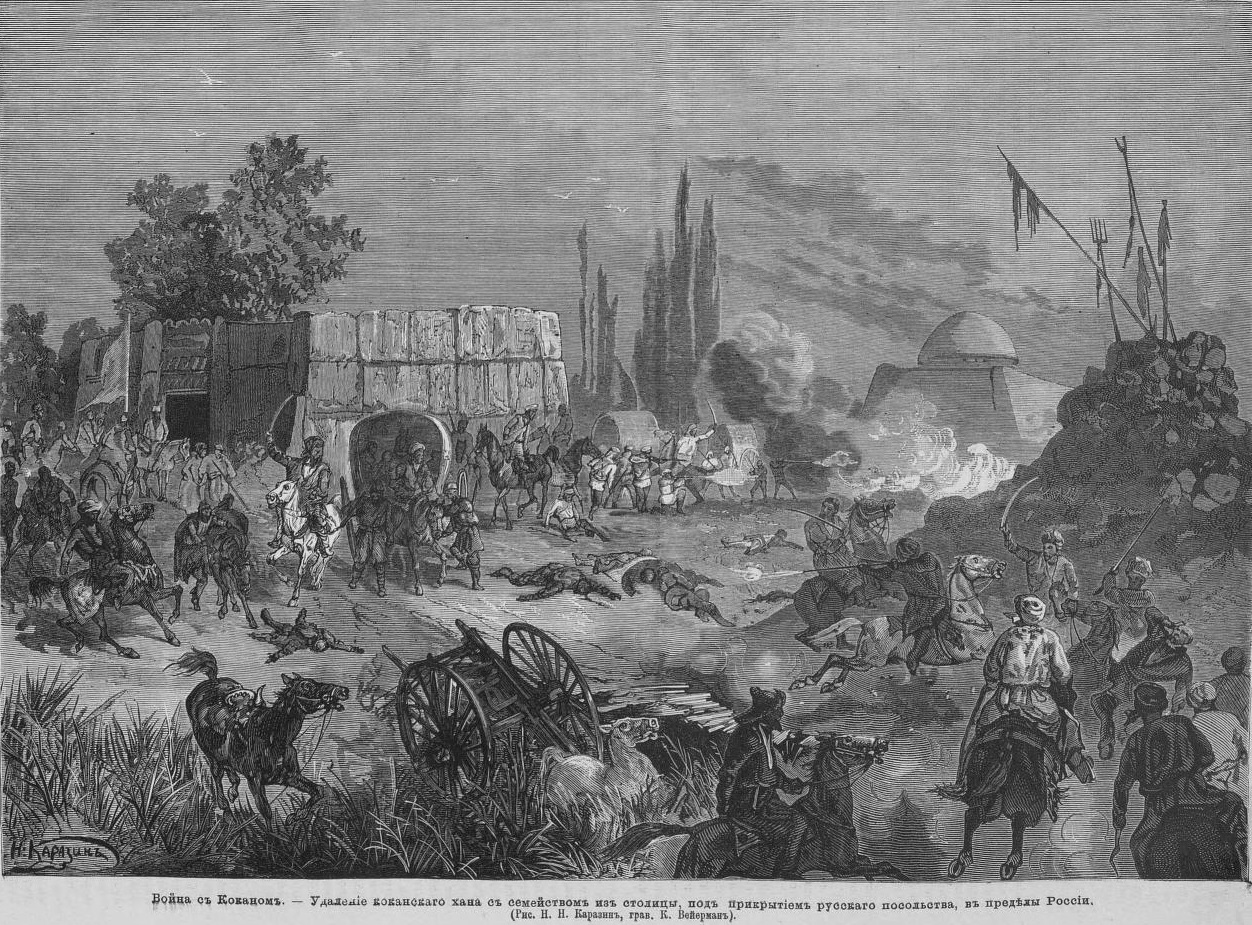
Бегство кокандского хана из Коканда, 1875 год

Алымкул начал подготовку к военным действиям — массовое производство холодного и огнестрельного оружия. Алымкул деятельно готовился к войне, в течение шести месяцев он успел отлить около 60 орудий и изготовил несколько тысяч ружей. В июльских боях за Шымкент 1864 года ему удалось отстоять город. В октябре того же года он отбил первый штурм Ташкента. Однако получил смертельную рану в мае 1865 года во время осады Ташкента русскими войсками.

## Территория расселения

### Современное расселение
Кыргыз-кыпчаки компактными группами проживают в ряде местностей Кыргызстана. Большое их количество сконцентрировано в северо-восточной части Баткенской области, также на территории селений Джийде, Чокатёбё, Бекабад и Ырыс Сузакского района Джалал-Абадской области Кыргызстана. Компактными группами они проживают также в селениях Джекенды, Чолок, Карамык, Батманкуль, Шве, в долинах Кульдуксу и Беркесу Чонг-Алайского района Ошской области.
Кроме того, кыргыз-кыпчаки составляют до трети населения некоторых населённых пунктов Куршабского, Карасуйского районов Ошской области, Базар-Коргонского и Чаткальского районов Джалал-Абадской области. Кыргыз-кыпчаки живут также в некоторых приграничных с Кыргызстаном районах Узбекистана. Они составляют большинство среди кыргызов Кашгарского оазиса в СУАР КНР. Известно то, что небольшая часть кыргыз-кыпчаков освоила районы Памира и земли Ваханской долины в Афганистане.

### История расселения
В середине XVII века именно из Восточного Туркестана кыргыз-кыпчаки проникают на свои нынешние территории на юге Кыргызстана. Подтверждением этому служат кыргызские предания — считается, что все кыргызские кыпчаки прибыли на современные территории из местности Кёк-Дёбё-Каркыра. Эти местности Уч-Каркыра и Кёк-Дёбё расположены в бассейне реки Текес.
По сведениям сочинения «Тазкира-и Ходжаган», до середины XVIII века некоторая часть кыргыз-кыпчаков летовала на реке Или в Семиречье, а затем продвинулась в Хотан. Таким образом, подтверждается предположение С. М. Абрамзона о продвижении кыргыз-кыпчаков из приалтайских земель на юг Кыргызстана через Семиречье и Восточный Туркестан.

## Структура племени
Согласно данным Я. Р. Винникова, в состав кыргыз-кыпчаков входят следующие основные подразделения — тору-айгыр, кожомшукур, омонок, жаманан, кармыш, ширден, ахтачи, жартыбаш, таз-кыпчак, алтыке и кызыл-аяк.
С. М. Абрамзон, изучавший этногенез кыргызов, писал: «В составе кыргызского племени кыпчак называют следующие основные подразделения: тору-айгыр, таз, кожомшукур, жартыбаш, шерден, кармыш, жаманан, омонок, алтыке. Называют ещё группу сакоо-кыпчак. Среди подразделений этого племени, проживающих на юге Кыргызстана, не представлены некоторые группы, расселённые только на территории СУАР: кан-кыпчак, товур-кыпчак и др.».
Сравнение списка С. М. Абрамзона со списком Я. Р. Винникова, а также списками Б. Д. Джамгерчинова, С. Аттокурова, Турдубая Умар уулу показывает, что у С. М. Абрамзона отсутствуют такие рода как сарт-кыпчак, ахтачи и кызыл-аяк. Кроме того, у Турдубая Умар уулу присутствуют такие роды как: кара-кыпчак, сары-кыпчак, кытай-кыпчак, кёк-кыпчак и бёё-кыпчак.

## Генетика
У единственного представителя племени кыпчак рода кожомшукур сдавшего ДНК-тест наблюдается гаплогруппа C-F1756.

## Представители

#### До XV века
- Манас

#### XVI век
- Ак-Тимур

#### XVII век
- Шырдакбек
- Бай-Буте-Кара
- Кара-Занги-бек
- Жаруб-бек
- Бабак-бек
- Арзу-Мухаммед-бек — государственный и военный деятель Яркендского ханства. Самый известный кыргызский предводитель в Восточном Туркестане. В «Хидаят-наме» Мир Халь ад-Дина назван «жемчужина россыпи лжи и обмана».
- Апак-бий
- Чигиль-бий
- Худа-Назар-бий
- Йол-Болду-бий
- Джагыр-бий

#### XVIII век
- Амр-мирза
- Суфий-мирза
- Хаким-мирза

#### XIX век
- Алымкул — регент трёх кокандских ханов и фактический правитель Кокандского ханства. Главнокомандующий кокандскими войсками (амир-и лашкар) в 1860—1865 годах и полководец, выступавший против агрессии Российской империи на Кокандское ханство.
- Садык-бек

#### XX век
- Сулайман Кучуков — киргизский военный деятель, штабс-ротмистр Русской императорской армии. Участник Первой мировой войны.